# Les Authieux-Papion
Les Authieux-Papion település Franciaországban, Calvados megyében. Lakosainak száma 62 fő (2018. január 1.). Les Authieux-Papion Grandchamp-le-Château, Le Mesnil-Mauger, Saint-Julien-le-Faucon és Vieux-Pont-en-Auge községekkel határos.

## Népesség
A település népességének változása:
| Lakosok száma | 78   | 78   | 61   | 53   | 60   | 64   | 76   | 83   | 63   | 62   |
|               | 1968 | 1975 | 1982 | 1990 | 1999 | 2011 | 2013 | 2015 | 2017 | 2018 |